# Taractichthys steindachneri
 Taractichthys steindachneri és una espècie de peix de la família dels bràmids i de l'ordre dels perciformes.

## Morfologia
Els mascles poden assolir els cm de longitud total.

## Distribució geogràfica
Es troba des de l'Àfrica oriental fins a Califòrnia (Estats Units).